# Општи избори у Босни и Херцеговини 2006.
Општи избори у Босни и Херцеговини 2006. године одржани су 1. октобра. Избори су прошли у демократској атмосфери. Овим изборима бирани су Председништво БиХ, председник и потпредседници Републике Српске, те посланици у скупштине БиХ, ентитета и кантона. На овим изборима је по први пут уведен цензус од 3% на нивоу ентитета као услов да би политички субјекти могли учествовати у расподјели компензационих посланичких мандата. Важна промјена у односу на претходне изборе била је и увођење пасивне регистрације бирача, по којој су сви грађани који посједују одговарајући идентификациони документ били аутоматски регистровани.

## Резултати

### Предсједништво БиХ
Резултати избора за Председништво БиХ
| Кандидати                  | Политичка партија - Предлагач                             | Бошњаци       | Срби          | Хрвати       |
| -------------------------- | --------------------------------------------------------- | ------------- | ------------- | ------------ |
| Харис Силајџић             | СБиХ                                                      | 288.321 (62%) |               |              |
| Сулејман Тихић             | СДА                                                       | 130.470 (28%) |               |              |
| Мирнес Ајановић            | Патриотски блок БОСС-СДУ БиХ                              | 38.412 (8%)   |               |              |
| Небојша Радмановић         | СНСД                                                      |               | 216.631 (55%) |              |
| Младен Босић               | СДС                                                       |               | 98.329 (25%)  |              |
| Ранко Бакић                | независан                                                 |               | 13.198 (3%)   |              |
| Жељко Комшић               | СДП БиХ                                                   |               |               | 97.267 (41%) |
| Иво Миро Јовић             | Хрватска демократска заједница - Хрватска коалиција - ХНЗ |               |               | 59.831 (25%) |
| Божо Љубић                 | ХДЗ 1990 - Хрватско заједништво                           |               |               | 42.424 (18%) |
| Младен Иванковић Лијановић | Народна странка Радом за бољитак                          |               |               | 20.954 (9%)  |
| Укупно:                    |                                                           | 457.203       | 328.158       | 220.446      |
| Извор:                     |                                                           |               |               |              |

### Представнички дом Парламентарне скупштине БиХ
Према уставу БиХ, представници из Федерације БиХ имају 28 мандата, док представници Републике Српске имају 14 мандата. Укупно има 42 мандата.
| Партија                                                   | Федерација Босне и Херцеговине | Федерација Босне и Херцеговине | Федерација Босне и Херцеговине | Република Српска | Република Српска | Република Српска | Укупно |
| Партија                                                   | Гласови                        | %                              | Посланици                      | Гласови          | %                | Посланици        | Укупно |
| --------------------------------------------------------- | ------------------------------ | ------------------------------ | ------------------------------ | ---------------- | ---------------- | ---------------- | ------ |
| Савез независних социјалдемократа                         | 7.265                          | 0,85%                          | 0                              | 262.203          | 46,93%           | 7                | 7      |
| Странка демократске акције                                | 217.961                        | 25,54%                         | 8                              | 20.514           | 3,67%            | 1                | 9      |
| Странка за Босну и Херцеговину                            | 196.230                        | 22,99%                         | 7                              | 23.257           | 4,16%            | 1                | 8      |
| Социјалдемократска партија Босне и Херцеговине            | 131.450                        | 15,40%                         | 5                              | 11.822           | 2,12%            | 0                | 5      |
| Српска демократска странка                                |                                |                                |                                | 108.616          | 19,44%           | 3                | 3      |
| Хрватска демократска заједница - Хрватска коалиција - ХНЗ | 68.188                         | 7,99%                          | 3                              | 1.145            | 0,20%            | 0                | 3      |
| Хрватско заједништво                                      | 52.095                         | 6,10%                          | 2                              | 591              | 0,11%            | 0                | 2      |
| Босанско-херцеговачка патриотска странка                  | 37.608                         | 4,41%                          | 1                              | 866              | 0,16%            | 0                | 1      |
| Партија демократског прогреса                             |                                |                                |                                | 28.410           | 5,08%            | 1                | 1      |
| Народна странка Радом за бољитак                          | 27.487                         | 3,22%                          | 1                              | 5.533            | 0,99%            | 0                | 1      |
| Демократски народни савез                                 | 232                            | 0,03%                          | 0                              | 19.868           | 3,56%            | 1                | 1      |
| Демократска народна заједница Босне и Херцеговине         | 16.221                         | 1,90%                          | 1                              | 321              | 0,06%            | 0                | 1      |
| Укупно                                                    |                                |                                | 28                             |                  |                  | 14               | 42     |

### Избори у ФБиХ

#### Представнички дом Парламента ФБиХ
| Партија                                              | Гласови | Пропорционални | Већински | Укупно |
| ---------------------------------------------------- | ------- | -------------- | -------- | ------ |
| Странка демократске акције                           | 218.365 | 23             | 5        | 28     |
| Странка за Босну и Херцеговину                       | 190.148 | 19             | 5        | 24     |
| Социјалдемократска партија Босне и Херцеговине       | 130.204 | 13             | 4        | 17     |
| Хрватска демократска заједница Босне и Херцеговине   | 64.906  | 7              | 1        | 8      |
| Хрватска демократска заједница 1990                  | 54.210  | 5              | 2        | 7      |
| Босанско-херцеговачка патриотска странка             | 35.223  | 1              | 3        | 4      |
| Патриотски блок БОСС-СДУ                             | 27.200  | 1              | 2        | 3      |
| Народна странка Радом за бољитак                     | 27.132  | -              | 3        | 3      |
| Хрватска странка права БиХ-Нова хрватска иницијатива | 21.152  | 1              | -        | 1      |
| Демократска народна заједница Босне и Херцеговине    | 16.014  | 2              | -        | 2      |
| Савез независних социјалдемократа                    | 12.564  | 1              | -        | 1      |

#### Кантоналне скупштине
| Партија                                              | УСК | ЖП | ТК | ЗДК | БПК | СБК ЖСБ | ХНК ЖХН | ЗХЖ | КС | К10 | Укупно |
| ---------------------------------------------------- | --- | -- | -- | --- | --- | ------- | ------- | --- | -- | --- | ------ |
| Странка демократске акције                           | 12  | 2  | 12 | 13  | 9   | 8       | 6       | -   | 10 | 2   | 74     |
| Странка за Босну и Херцеговину                       | 6   | 1  | 7  | 11  | 8   | 7       | 5       | -   | 13 | 1   | 59     |
| Социјалдемократска партија Босне и Херцеговине       | 6   | 2  | 11 | 5   | 6   | 3       | 2       | -   | 7  | 1   | 43     |
| Хрватска демократска заједница Босне и Херцеговине   | -   | 7  | -  | 2   | -   | 6       | 7       | 9   | -  | 5   | 36     |
| Хрватска демократска заједница 1990                  | -   | 5  | -  | -   | -   | 3       | 7       | 8   | -  | 6   | 29     |
| Хрватска странка права БиХ-Нова хрватска иницијатива | -   | 2  | -  | -   | -   | 2       | 2       | 4   | -  | 4   | 14     |
| Народна странка Радом за бољитак                     | -   | 2  | 2  | 1   | 1   | 1       | -       | 2   | -  | 1   | 10     |
| Босанско-херцеговачка патриотска странка             | -   | -  | 1  | 3   | 1   | -       | 1       | -   | 2  | -   | 8      |
| Демократска народна заједница Босне и Херцеговине    | 6   | -  | -  | -   | -   | -       | -       | -   | -  | -   | 6      |
| Патриотски блок БОСС-СДУ                             | -   | -  | 2  | -   | -   | -       | -       | -   | 3  | -   | 5      |
| Савез независних социјалдемократа                    | -   | -  | -  | -   | -   | -       | -       | -   | -  | 5   | 5      |

### Избори у Републици Српској
У Републици Српској, власт се састоји од:
- Владе са премијером на челу;
- Председника (Србина) и два потпредседника (Хрвата и Бошњака) Републике Српске;
- Народне скупштине Републике Српске.

#### Предсједник и потпредсједници РС
| Кандидат                 | Гласови | %     |
| ------------------------ | ------- | ----- |
| Милан Јелић (СНСД)       | 271.022 | 48,87 |
| Драган Чавић (СДС)       | 163.041 | 29,40 |
| Адил Османовић (СДА)     | 22.444  | 4,05  |
| Слободан Наградић (ПДП)  | 19.623  | 3,54  |
| Мирсад Махмутовић (СБиХ) | 18.744  | 3,38  |
| Ђурај Давидовић (СРС РС) | 14.852  | 2,68  |
| Остали                   | 16.175  | 2,92  |

#### Народна скупштина РС
| Партија                                        | %     | Посланици |
| ---------------------------------------------- | ----- | --------- |
| Савез независних социјалдемократа              | 43,31 | 41        |
| Српска демократска странка                     | 18,27 | 17        |
| Партија демократског прогреса                  | 6,86  | 8         |
| Демократски народни савез                      | 4,04  | 4         |
| Странка за Босну и Херцеговину                 | 4,01  | 4         |
| Социјалистичка партија                         | 3,55  | 3         |
| Странка демократске акције                     | 3,39  | 3         |
| Српска радикална странка Републике Српске      | 2,92  | 2         |
| Социјалдемократска партија Босне и Херцеговине | 2,50  | 1         |
| Остали                                         | 11,15 | 0         |